# Émeutes antijuives d'Alexandrie

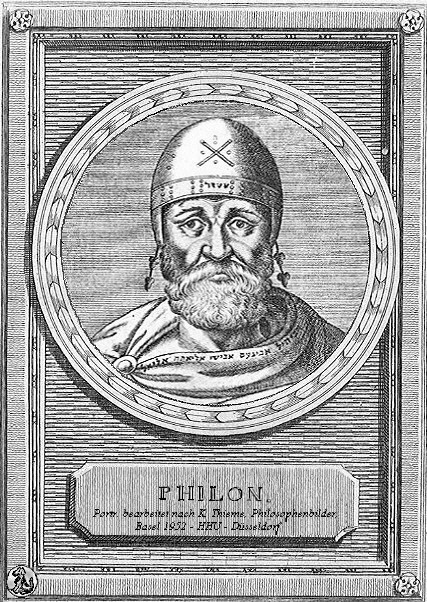
Philon d'Alexandrie

Les émeutes antijuives d'Alexandrie ont eu lieu en 38 apr. J.-C.

## Contexte
D'après les auteurs antiques comme Philon d'Alexandrie ou Strabon, une communauté juive prospère est installée à Alexandrie depuis la fondation de la ville.
Les relations entre les communautés juives et grecques dans le monde hellénistique issus des conquêtes d'Alexandre ne sont pas marquées par une hostilité importante. Dans les premiers temps, les échanges sont caractérisés par la neutralité voire une certaine bienveillance. Les siècles suivants, des tensions communautaires épisodiques apparaissent mais ces difficultés ne dégénèrent pas dans des formes violentes.
Il est par ailleurs important de préciser que les antagonismes entre les communautés juives et grecques ne se fondent ni sur des éléments raciaux, ni sur des éléments socio-économiques. Ces concepts ne font effectivement pas sens à cette époque. Les spécialistes estiment que les antagonismes se construisent sur des considérations religieuses et culturelles : le judaïsme revendiquant des comportements considérés comme extrémistes et intolérants par les contemporains (ex : interdictions alimentaires, refus des mariages inter-communautaires).
Avec le développement de l'influence romaine en Méditerranée orientale, les communautés juives obtiennent de Rome la reconnaissance et l'autorisation de certains particularismes. Ces bonnes relations leur permettent ainsi de s'affranchir partiellement de la domination politique grecque. Dans le Moyen-Orient hellénisant, Rome mène donc une politique dont les conséquences sociales et politiques impliquent une restructuration de la hiérarchie entre les communautés : les communautés juives et grecques ne sont plus dans un rapport de domination des premières par les secondes mais de relative égalité.
Au début du premier siècle, les tensions politico-sociales entre les communautés juives et grecques existent mais restent encadrées par le pouvoir romain. Le préfet d'Égypte Flaccus, nommé en 32, protège ainsi la communauté juive sous le règne de Tibère. Toutefois, cette politique évolue avec l'arrivée au pouvoir de Caligula en 37. Dans le contexte du changement impérial, Flaccus souhaite renforcer son influence locale et garantir sa position. Le préfet opte pour une politique favorisant la communauté grecque dans la province égyptienne : l'influence politique des mouvements anti-juifs augmente et Flaccus cesse d'apporter la protection romaine à la communauté juive.

## Déroulement
À l'été 38, le souverain de Judée Agrippa Ier s'arrête à Alexandrie lors de son voyage vers son nouveau royaume. Le roi judéen est acclamé par la communauté juive, ce qui déclenche la colère des Grecs alexandrins.
Une représentation théâtrale parodique est organisée à l’amphithéâtre. Un personnage représentant Agrippa Ier y est moqué et raillé comme étant le « roi des Juifs ». Devant l'absence de réaction du pouvoir romain, des membres de la communauté grecque se rendent dans les synagogues et exigent que des statues de l'Empereur y soient érigées.
Dans ce contexte de grande tension communautaire, le préfet Flaccus publie une ordonnance d'exclusion des juifs de la ville : ceux-ci sont considérés comme étrangers. Cette décision déclenche une émeute : des Grecs se rendent dans le quartier juif et commettent des actes de violences et des pillages. Des maisons et des magasins sont saccagés et incendiés et des juifs sont battus, tués et leurs corps mutilés.

## Sources antiques

### Présentation et évaluation
L'émeute et le massacre sont connus principalement par le récit qu'en a fait Philon d'Alexandrie dans son ouvrage In Flaccum. Ayant vécu à Alexandrie entre 25 avant J.-C. et 50 après, Philon est contemporain des émeutes. Mais il doit être gardé à l'esprit qu'il n'est pas seulement un auteur relatant les évènements. Il est en effet un acteur de la vie intellectuelle alexandrine et ses écrits sont une prise de position morale et politique.

### Le récit de Philon d'Alexandrie
Philon d'Alexandrie parle de Caligula et de sa volonté de mettre une statue le représentant en Jupiter dans tous les temples de l'empire romain. Cela fut fait dans de très nombreuses provinces, mais les Juifs d'Alexandrie s'y refusaient.

« Il avait un pouvoir sans limite dont nous autres, misérables, fûmes les premiers à sentir les coups. Il soupçonnait que les Juifs seraient les seuls qui ne se prêteraient pas à ses projets : dès le berceau leurs parents, leurs précepteurs, leurs maîtres, et par-dessus tout leurs saintes lois et même les usages qui ne sont pas écrits, tout leur enseigne à croire en un seul Dieu, père et créateur du monde. Le reste du genre humain, hommes, femmes, villes, nations, et pour ainsi dire, toutes les contrées de la terre, bien qu'en gémissant de ce qui se passait, acclamèrent cette démence et par des honneurs excessifs, gonflèrent encore son orgueil. Quelques-uns aussi, ayant introduit en Italie l'usage barbare de l'adoration, corrompaient la noble fierté romaine. Le peuple juif seul lui était suspect, à cause de la résistance qu'il allait lui opposer. Nous acceptons la mort avec joie, comme si nous recevions l'immortalité, plutôt que de laisser toucher à aucun des usages de nos ancêtres, persuadés qu'il en arriverait comme de ces édifices auxquels on arrache une pierre, et qui, tout en paraissant rester fermes, s'affaissent peu à peu et tombent en ruine. Il ne s'agissait pas d'ailleurs d'une chose sans portée, mais de la plus grave de toutes : faire d'un homme, d'un être engendré et périssable l'image de l'être incréé, éternel. Les Juifs jugeaient que c'était le comble de l'impiété et de la profanation. »

— Philon d'Alexandrie, Légation à Caius, 114-118
Ceci explique pourquoi les Juifs sont persécutés à Alexandrie, sans que l'empereur Caligula n'intervienne.

« C'était une guerre terrible, sans merci, qui se déchaînait contre notre nation. Quel plus grand malheur peut survenir à un esclave que l'inimitié de son maître ? Or les sujets de l'empereur sont ses esclaves ; s'il en avait été autrement jusque-là sous le gouvernement paternel des empereurs précédents, telle était du moins notre condition sous Caïus, qui avait banni de son cœur tout sentiment de clémence, et foulait aux pieds tous les droits. La loi, pensait-il, c'était lui-même ; il bravait, comme de vaines paroles, tout ce que la législation avait consacré. Nous fûmes donc mis moins au rang des esclaves qu'au rang des valets les plus infimes ; au lieu d'un prince nous eûmes un maître. Lorsque la populace désordonnée et séditieuse d'Alexandrie s'en aperçut, elle crut avoir trouvé une bonne occasion de donner cours à la haine qu'elle nous portait depuis longtemps ; elle remplit la ville d'épouvante et de trouble. Comme si l'empereur nous eût abandonnés à sa barbarie pour souffrir les plus grandes misères, comme si le sort des armes nous eût livrés entre ses mains, elle se jeta sur nous avec une fureur sauvage. Nos maisons furent pillées ; on chassa les maîtres avec leurs femmes et leurs enfants, au point qu'elles restèrent désertes ; on en arracha les meubles et ce qu'il y avait de plus précieux, non pas comme le font les voleurs, qui dans la crainte d'être pris, cherchent l'obscurité de la nuit, mais en plein jour et publiquement. Chacun montrait son butin aux passants, comme une chose acquise par héritage ou à prix d'argent. Quelques-uns, qui s'étaient associés pour le pillage, partageaient leur prise sur la place publique, souvent sous les yeux des malheureux qu'ils avaient dépouillés et qu'ils insultaient de leurs railleries, ce qui était plus dur que tout le reste. Tout cela était bien assez triste sans rien y ajouter. Qui n'eût trouvé affreux en effet de voir ces infortunés tomber de la richesse dans la pauvreté, de l'opulence dans la misère, sans avoir commis le moindre mal ; de les voir chassés de leurs foyers déserts, errant à travers les rues, exposés à succomber aux ardeurs d'un soleil torride, aux rigueurs de nuits glaciales ? C'était cependant moins affreux que ce qui suivit. »

— Philon d'Alexandrie, Légation à Caius, 119-124
C'est ainsi qu'est créée à Alexandrie une sorte de ghetto, qui par la suite donne lieu à l'extermination des Juifs dans des conditions atroces.

« On chassa les Juifs de la ville entière ; des milliers d'hommes, de femmes et d'enfants, acculés dans un quartier étroit, pareil à une caverne, furent entassés comme de vils troupeaux, dans l'espoir qu'en peu de jours ils ne seraient plus qu'un monceau de cadavres. On comptait qu'ils périraient de faim, faute de provisions dont ils n'avaient pu se munir dans cette attaque imprévue et soudaine, ou bien que resserrés dans un espace étroit et brulant, ils succomberaient à la corruption de l'air environnant et à l'épuisement des principes vitaux que cet air contenait. […] Quand il leur fut devenu impossible de supporter plus longtemps les souffrances de cet entassement, ils se répandirent dans les solitudes au bord de la mer et jusque dans les tombeaux, cherchant du moins à respirer un air pur et inoffensif. […] Ceux qui étaient surpris dans les autres quartiers de la ville, ceux qui arrivaient de la campagne, ignorant le malheur de leurs frères, étaient en butte à toutes sortes de mauvais traitements. On les blessait à coups de pierres, de briques ou de fragments de vases ; on les frappait avec des bâtons à la tête et partout où les blessures peuvent être mortelles, jusqu'à ce qu'on les eut tués. La partie oisive de la populace d'Alexandrie s'était postée tout autour de l'étroit quartier dans lequel on avait refoulé les Juifs ; elle les tenait assiégés comme dans les murs d'une ville et veillait à ce qu'aucun ne pût furtivement s'évader. On prévoyait que beaucoup, pressés par la famine, braveraient la mort pour ne pas voir périr d'inanition leur famille, et se résoudraient à sortir. Leurs ennemis leur fermaient rigoureusement toute issue ; ceux qu'on arrêtait s'échappant étaient tués après d'affreux supplices. […] Il en eut aussi quelques-uns, qu'on prit vivants ; on leur mit aux talons des lanières et des courroies ; ils furent ainsi traînés à travers les places et foulés aux pieds par la plèbe qui ne respecta pas même leurs cadavres. Leurs corps, mis en pièces, comme l'eussent pu faire des bêtes féroces transportées de rage, perdirent toute forme, au point qu'il n'en resta pas même des débris pour la sépulture. »

— Philon d'Alexandrie, Légation à Caius, 124-131
Ces massacres ont lieu sans que n'interviennent les Romains pour rétablir l'ordre. Puis enfin les lieux de cultes sont profanés et brûlés. Et comme le souhaitait l'empereur Caligula, des statues à son effigie sont installées dans tous les proseuques.

« Le gouverneur de la contrée, qui, à lui seul, s'il l'avait voulu, pouvait en un moment dompter cette foule déchaînée, feignait de ne rien voir et de rien entendre ; il nous laissait avec indifférence en butte aux vexations et aux outrages, et permettait ainsi que l'ordre et la paix fussent troublés. Alors les séditieux enhardis osèrent des forfaits plus atroces. Ils se réunirent en bandes nombreuses et dévastèrent nos proseuques - il y en a plusieurs dans chaque quartier de la ville - soit en abattant les arbres qui les entouraient, soit en renversant de fond en comble les constructions. Il en eut où l'on mit le feu avec tant de furie et d'aveuglement, qu'on ne songea même pas à préserver les maisons voisines. […] Tous les proseuques qu'ils n'avaient pu incendier ou détruire, à cause de la multitude des Juifs qui habitaient autour, furent souillés et déshonorés d'une autre façon, au mépris de nos institutions et de nos lois. Ils placèrent dans tous des statues de Caius. »

— Philon d'Alexandrie, Légation à Caius, 132-134

## Portée et conséquences historiques

### Premier pogrom connu
De nombreux historiens et spécialistes estiment que les évènements d'Alexandrie en 38 constituent le premier pogrom documenté dans l'histoire,,. Il n'est pas exclu que des exactions aient été commises contre des juifs avant cette date mais ces dernières n'ont pas été relatées ou commentées par des personnalités antiques. Par ailleurs, Van Der Horst précise que les épisodes d'exactions contre les hébreux relatés dans les récits bibliques du Livre d'Esther et du Livre des Maccabées manquent de fiabilité et sont considérés comme principalement fictionnels.